# Кудрявцев, Виктор Васильевич
Виктор Васильевич Кудрявцев (1922-1945) — Гвардии лейтенант Рабоче-крестьянской Красной Армии, участник Великой Отечественной войны, Герой Советского Союза (1945).

## Биография
Виктор Кудрявцев родился 22 ноября 1922 года в Кинешме. После окончания восьми классов школы учился в текстильном техникуме и аэроклубе. В 1941 году добровольно пошёл на службу в Рабоче-крестьянскую Красную Армию. В 1943 году Кудрявцев окончил Пермскую военную авиационную школу пилотов. С июня того же года — на фронтах Великой Отечественной войны. Участвовал в Курской битве, освобождении Украинской и Белорусской ССР, Польши.
К 1945 году гвардии лейтенант Виктор Кудрявцев был заместителем командира эскадрильи 140-го гвардейского штурмового авиаполка 8-й гвардейской штурмовой авиадивизии 1-го гвардейского штурмового авиационного корпуса 2-й воздушной армии 1-го Украинского фронта. К тому времени он совершил 103 боевых вылета на воздушную разведку, штурмовку и бомбардировку скоплений боевой техники и живой силы противника, его важных объектов, в воздушном бою сбил 1 вражеский самолёт. Трагически погиб в авиационной катастрофе 1 февраля 1945 года. Первоначально был похоронен в городе Намыслув, после войны перезахоронен на Кутузовском мемориале в селе Болеславице.

## Награды
Указом Президиума Верховного Совета СССР от 10 апреля 1945 года за «образцовое выполнение боевых заданий командования на фронте борьбы с немецкими захватчиками и проявленные при этом мужество и героизм» гвардии лейтенант Виктор Кудрявцев посмертно был удостоен высокого звания Героя Советского Союза. Также был награждён орденами Ленина, Красного Знамени, Отечественной войны 1-й степени.

## Память
В честь Кудрявцева назван переулок в Кинешме.
Мемориальная доска в память о Кудрявцеве установлена Российским военно-историческим обществом на школе города Кинешма, где он учился.
У проходной кинешемской фабрики № 1(ныне не действует) установлен бюст Героя Советского Союза В.В.Кудрявцева.